# Technologie environnementale
La technologie environnementale (encore appelée technologie de l'environnement, écotechnologie ou technologie verte, écotechnie ou greentech) est l'ensemble des procédés industriels qui visent à prévenir ou réduire les effets négatifs sur l'environnement des produits à chaque stade de leur cycle de vie, ainsi que des activités humaines. C'est l'application des sciences environnementales, des approches techniques et d'ingénierie visant à comprendre et à résoudre les problèmes environnementaux pour préserver l'environnement et réaliser la transition énergétique et la transition écologique.
Basée sur la science, s'appuyant parfois sur la biomimétique, cette notion regroupe les moyens techniques et de génie écologique visant à relever les défis environnementaux et climatiques générés par les impacts environnementaux des activités humaines. Ces techniques « vertes » et parfois Low-tech, ou au contraire soutenues par l'éco-domotique voire l'intelligence artificielle, apparaissent de plus en plus essentielles pour relever les défis environnementaux actuels et futurs, en favorisant un développement soutenable et en réduisant l'empreinte écologique de l'humanité. Elles sont parfois innovantes et sophistiquées, mais il peut aussi s'agir de solutions low tech éprouvées (dans le domaine de l'habitat bioclimatique ou du compostage par exemple).

## Histoire
Les premières techniques environnementales remontent à la Préhistoire et à l'Antiquité, avec en particulier les techniques d'agriculture, d'élevage, de sylviculture et de gestion de l’eau.
Au Moyen Âge, en Occident, la rotation des cultures, la pisciculture (en viviers), le bocage, l'irrigation se sophistiquent pour améliorer la productivité agricole, en préservant plus ou moins les ressources naturelles.
La révolution industrielle met à mal ces approches et accélère très fortement l'artificialisation des sols et diverses formes de pollution, de fragmentation, de destruction ou de surexploitation des espèces, des milieux et d'autres ressources naturelles (géologiques notamment).
L'histoire de la technologie environnementale, au sens qu'on lui donne aujourd'hui, semble débuter avec la prise de conscience des effets de la pollution, puis de l'existence d'une crise écologique (locale à planétaire) et notamment d'une crise de la biodiversité et d'une crise climatique qui s'aggravent l'une l'autre. 

Une partie du monde industriel et des ingénieurs s'est mise à développer des techniques pour réparer des dégradations commises par les activités humaines (technosolutionnisme), souvent en s'inspirant de l'environnement.
Les années 1970 ont été un tournant pour la prise de conscience environnementale. C'est l'époque où apparaissent les premiers ministères de l'environnement, les prémices de réglementations environnementales contraignantes, visant principalement à limiter les impacts négatifs de l’industrialisation et de l'urbanisation, sous la pression des mouvements écologistes et des apports de l'écologie en tant que science de l'environnement.
Une grande variété de techniques vertes se développent jusqu'à nos jours, apportant des progrès pour la plupart non contestés, mais toujours insuffisants pour répondre aux nouveaux défis posés par d'autres progrès techniques qui eux accélèrent l'effondrement de la biodiversité et le dérèglement du climat.
Le Sommet de la Terre à Rio, en juin 1992 est une autre étape importante, mais en dépit de la généralisation de nombreuses techniques environnementales (ex : épuration des eaux, gestion des déchets, solaire, éolien, géothermie, etc., au moins dans les pays riches), la course aux « ODD » (objectifs de développement durable de l'ONU n'est toujours pas gagnée. Dans les années 1990 et 2000, la bioremédiation, la phytoremédiation, ou encore les réseaux intelligents (smart grids) se développent, mais sans freiner l'augmentation de l'empreinte écologique de l'humanité, la croissance des émissions globales de gaz à effet de serre, ni la dégradation de la biodiversité.
À différentes échelles, l'industrie verte se rassemble (ex. : il existe au Québec un « Conseil des entreprises en technologies environnementales du Québec », le CETEQ), et il se fait connaitre via des revues et de nombreux salons commerciaux thématiques (ex. : Pollutec en France).

## Limites
La technologie environnementale s'inscrit selon Ferhat Taylan (Maître de conférences en philosophie de l'environnement, université Bordeaux-Montaigne), dans l'interventionnisme environnemental, une stratégie selon lui relevant du néolibéralisme qui « est loin de constituer une promesse de liberté individuelle face à l'État ; il est plutôt la logique d'un interventionnisme qui œuvre pour le marché à travers une action environnementale », et pour certaines dans le technosolutionnisme, mais souvent en respectant la nature ou en s'en inspirant.
Ces techniques ont des limites, variant selon le contexte, y compris pour certaines (éolien par exemple) des limites ou problèmes d'acceptabilité locale, même quand elles sont globalement souhaitée. Ceci s'explique, selon M Mormont et P Stassart par le fait que « les technologies environnementales sont des technologies comme les autres et qu’elles sont dons exposées aux mêmes critiques, aux mêmes oppositions que les autres politiques et que les autres technologies. Et pour y répondre, il faut faire un bon diagnostic de ce qui a changé durant les trente piteuses dans nos rapports aux politiques à contenu technologique ». Ces technologies paradoxalement peuvent avoir certains effets négatifs ou être perçues par leurs riverains ou d'autres comme ayant des impacts dommageables. Des expériences de codéveloppement avec des acteurs locaux montrent que des négociations sont possibles, mais elles se heurtent souvent à la polarisation que tente de leur imposer les oppositions locales.
Elles ne sont pas toutes économiquement viable, énergétiquement efficace, socialement acceptables ni intrinsèquement soutenables (elles le sont quand elles sont à la fois socialement équitables, économiquement viables et environnementalement justifiées/). Elles ne garantissent pas qu'un « effet rebond » vienne ensuite atténuer ou supprimer leur effet positif.

### Domaines d'application
La technologie environnementale couvre de nombreux domaines, notamment :
- l'épuration et la purification de l'eau, par divers moyens d'y éliminer les contaminants chimiques, biologiques et des solides en suspension, pour produire de l'eau propre à des fins spécifiques. Ces moyens sont variés, allant par exemple du lagunage naturel à l'osmose inverse, en passant par les unités de désalinisation...) ;
- la purification de l'air : processus visant à éliminer les contaminants et les polluants de l'air extérieur (masques, filtres) et de l'air intérieur (ex. : programme phyt'air)[note 1] ;
- la gestion des déchets : réhabilitation et assainissement (ex. : bioremédiation, phytoremédiation...) de lieux contaminés (lutte contre les marées noires ;
- la conservation et la restauration des sols, la séquestration du carbone,
- la radioprotection ;
- la gestion des déchets : recyclage, économie circulaire, épuration des eaux et toutes approches permettant de réduire, traiter, recycler, réutiliser ou éliminer les déchets avec aussi peu d'impact environnemental que possible dans les conditions du moment ;
- la décarbonation ;
- les alternatives énergétiques propres, sûres et renouvelables : Techniques de production d'énergie durable telles que les panneaux photovoltaïques et les éoliennes ;
- la gestion, le recyclage et la réutilisation des déchets ; l'approche zéro déchet ;
- la Haute qualité environnementale (HQE) dans l'architecture et l'urbanisme ;
- la biosurveillance (bioindication) et la mesure des teneurs en certains polluants de différents milieux (air, eau, sol...) ou d'un réseau trophique (bioconcentration...) ;
- l'usage raisonné des ressources : écoconstruction, économie d'énergie, économies d'eau ;
- le renforcement de l'utilisation d'énergies renouvelables et propres (énergie solaire, géothermie...).

### Objectifs
La technologie environnementale vise généralement des solutions plus économes et efficientes, la réduction de notre empreinte écologique, pour un développement plus soutenable, avec notamment :
- la santé environnementale ;
- une réduction (ou suppression, autant que possible), de la présence et des effets des polluants (altéragènes biologiques, physiques (pollution radioactive, sonore, lumineuse...) et/ou chimiques) dans les milieux, les organismes, les écosystèmes ;
- la sobriété énergétique (low techs) et écologique, pour une utilisation soutenable des ressources (compatible avec les limites planétaires) ;
- le développement des énergies propres, sûres et renouvelables (solaire thermique et photovoltaïque, énergie éolienne, biomasse-énergie, hydroélectricité, hydrogène vert, énergies fatales, etc. pour la production d'énergie renouvelable
- l'efficacité et l'efficience énergétique ;
- la restauration, protection et gestion des écosystèmes, espèces et ressources naturelles, en s'appuyant sur des solutions fondées sur la nature.

## Apports de l'intelligence artificielle
Dans les années 2020, le sujet de l'intelligence artificielle émerge dans le domaine des greentechs : dans la mesure où elle est utilisée de manière raisonnable (car elle a aussi une empreinte énergétique et une empreinte écologique significatives, l'intelligence artificielle peut être utile à la transition écologique, en particulier s'il s'agit de l'intelligence artificielle frugale (encouragée en France par un Référentiel Général AFNOR sur l’IA frugale publié mi 2024 par Ecolab.

## Éducation et formation dans le domaine de la technologie environnementale
Les techniques et la science qui les supporte évoluent rapidement dans ce domaine. Il en va de même pour les cours et la formation continue visant à apporter les compétences spécifiquement utiles à ce domaine et à ses sous-domaines, souvent classés en trois grandes catégorie.

### Génie écologique et systèmes environnementaux
Les formations au génie écologique sont souvent destinées aux ingénieurs et techniciens de Bureaux d'étude, et basés sur des approches de type génie civil, mais avec des solutions inspirées par la nature. Ces programmes mettent souvent l'accent sur la conception et la construction d'infrastructures soutenables et respectueuses de l'environnement, sur les études d'impacts, les mesures de protection, de restauration, de gestion.

### Chimie environnementale et ingénierie chimique durable
Les cours de chimie environnementale, de chimie durable ou d'ingénierie chimique environnementale sont orientés vers la compréhension et gestion des effets (positifs et négatifs) des produits chimiques dans l'environnement (chimie verte). Ces programmes peuvent par exemple porter sur des exemples aussi variés que les processus miniers, les biopesticides ou la gestion des polluants et du risque chimique. 
On classe parfois les biotechnologies dans ce domaine.
L'objectif est de former des experts capables de minimiser les impacts environnementaux des produits chimiquesj grâce à des alternatives ou solutions durables.

### Technologies environnementales
On peut retrouver ce thème dans de très nombreuses formations (énergies douces et renouvelables, sobriété technologique, électronique, électricité ou électrotechnique, biosurveillance, biocapteurs, mesure, modélisation et contrôle des impacts environnementaux. Ces programmes visent à former des professionnels capables de contribuer à la transition énergétique et à la réduction de l'empreinte écologique.
Ces formations sont essentielles pour répondre aux défis environnementaux actuels et futurs, en favorisant un développement durable et en réduisant l'impact humain sur l'environnement.